# (9443) 1997 HR9
A (9443) 1997 HR9 a Naprendszer kisbolygóövében található aszteroida. A LINEAR program keretében fedezték fel 1997. április 30-án.